# بطولة الوزن الثقيل إن دبليو إف
كانت بطولة الوزن الثقيل إن دبليو إف بطولة مصارعة محترفة اُستخدمت جزءً من منظمة ناشونال ريسلينغ فيدرايشن ولاحقًا نيو جابان برو ريسلينغ.

## التاريخ
تم إنشاء بطولة الوزن الثقيل إن دبليو إف من قبل مروج المصارعة بيدرو مارتينيز لمنظمة ناشونال ريسلينغ فيدرايشن (إن دبليو إف) في نيويورك عام 1970. تم الدفاع عن اللقب بشكل أساسي في منطقة نيويورك / شرق كندا، حتى أخذ جوني باورز الحزام معه في جولة في اليابان مع منظمة طوكيو برو ريسلينغ. في النهاية، خسر باورز اللقب لأنطونيو إينوكي، الذي سيأخذ الحزام معه عندما أسس نيو جابان برو ريسلينغ.
أصبح إينوكي المصارع الأكثر ارتباطًا باللقب بسبب دفاعاته البارزة عنه، حيث هزم أمثال ستان هانسن وأندريه العملاق وتايجر جيت سينغ وإيرني لاد أثناء عهده كبطل. إنه معترف به باعتباره بطل إن دبليو إف للوزن الثقيل أربع مرات، بين عامي 1973 و1983، وقد كان بطلًا طوال الأشهر باستثناء ستة أشهر. حدث عهد إينوكي الرابع في الواقع بسبب قرار سحب البطولة، بعدما انتهت مباراة دفاعه عنها ضد ستان هانسن في 17 أبريل 1981 بلا منافسة. استعاد إينوكي اللقب لاحقًا في 23 أبريل 1981 بفوزه على هانسن في مباراة العودة. لقد تقاعد لقب إن دبليو إف مباشرة بعد المباراة بسبب رغبة إينوكي في دخول دوري آي دبليو جي بي لعام 1983.
وكجزء من محور قصة في إن جاي بي دبليو، تم إنعاش بطولة الوزن الثقيل إن دبليو إف في أغسطس 2002. أقام مقاتل فنون القتال المختلطة كازويوكي فوجيتا مسابقة إقصائيات لتتويج بطلٍ جديد من أجل منافسة بطولة الوزن الثقيل آي دبليو جي بي. تم الإعلان عن أن المشاركين في البطولة مصارعون ذوو خلفية في فنون القتال المختلطة، بما في ذلك فوجيتا ويوشيهيرو تاكاياما وتسويوشي كوساكا وتاداو ياسودا. فاز تاكاياما بالبطولة في 4 يناير 2003، بفوزه على كوساكا بضربة في الركبة في النهائيات ليصبح أول بطل للبطولة منذ أكثر من عقدين. خسر تاكاياما في وقت لاحق بطولة إن دبليو إف أمام شينسكي ناكامورا بعد عام بالضبط حيث تم توحيد ألقاب إن دبليو إف وآي دبليو جي بي. أعلن ناكامورا رسميًا تخليه عن لقب إن دبليو إف للوزن الثقيل في 5 يناير 2004، ليتقاعد الحزام للمرة الثانية خلال تاريخه.

## روابط خارجية
- تاريخ عنوان إن دبليو إف للوزن الثقيل
- بطولة الوزن الثقيل إن دبليو إف
- روح الأسلوب القوي

| مناصب رياضية               | مناصب رياضية                                                           | مناصب رياضية                                            |
| -------------------------- | ---------------------------------------------------------------------- | ------------------------------------------------------- |
| سبقه بطولة العالم الحقيقية | بطولة الوزن الثقيل العليا في نيو جابان برو ريسلينغ 1973–1981 2003–2004 | تبعه بطولة الوزن الثقيل آي دبليو جي بي (النسخة الأصلية) |